# Europese Conservatieven en Hervormers
De fractie van Europese Conservatieven en Hervormers (ECH) is een eurosceptische, conservatieve fractie in het Europees Parlement. De ECH wil de EU hervormen op basis van eurorealisme, openheid, verantwoording en democratie. De EU moet respect hebben voor de soevereiniteit van de lidstaten en zich concentreren op economisch herstel, groei en concurrentievermogen. De fractie bestaat voornamelijk uit cultureel conservatieve, nationalistische en eurosceptische partijen. De Nederlandse SGP en de Belgische N-VA behoren tot de fractie.

## Geschiedenis

### Ontstaan
Ideeën over de oprichting van deze fractie dateren al uit 2005. In die tijd hield de Britse Conservatieve Partij, die op dat moment deel uitmaakte van de EVP-ED fractie, voorzittersverkiezingen. David Cameron, hun voornaamste kandidaat, was het niet eens met de koers die de EVP-fractie voerde. Hij wilde deze fractie verlaten en zelf een nieuwe fractie vormen.
Cameron won uiteindelijk de voorzittersverkiezingen en begon onmiddellijk zijn plan uit te voeren. In juni 2006 maakte William Hague bekend dat de nieuwe fractie na de Europese Parlementsverkiezingen van 2009 in werking zou treden.

### Verkiezingen 2009
Voor aanvang van de verkiezingen moest Cameron op zoek naar partners. Al snel vond hij in de Tsjech Mirek Topolánek een goede partner. De geruchtenmolen over mogelijke andere partners deed al snel haar ronde.
Andere toetreders waren voornamelijk ex-leden van de UEN-fractie aangevuld met verschillende onafhankelijke leden, en partijen met maar 1 vertegenwoordiger. Uiteindelijk zou de fractie 56 zetels tellen, waarvan de Britse Conservatieven (25) en het Poolse Recht en Rechtvaardigheid (11) veruit de grootste waren.
Timothy Kirkhope werd op 24 juni 2009 aangesteld als interim-voorzitter. Een maand later volgde Michał Kamiński uit Polen hem op, deze moest echter opstappen omdat hij uit zijn partij Recht en Rechtvaardigheid stapte. De Tsjech Jan Zahradil volgde hem in maart 2011 op. Hij richtte zich vooral op nieuwe partijen om zich aan te sluiten hij de ECH. In december werd hij echter alweer opgevolgd door de Brit Martin Callanan.

### Verkiezingen 2014
Met de verkiezingen van 2014 in zicht rommelde het binnen de ECH. Het Poolse Recht en Rechtvaardigheid dacht eraan uit de partij te stappen. De meeste experts voorspelden echter dat de fractie zowel in leden als in zetels zou toenemen. Onder andere het Hongaarse Fidesz en het Italiaanse Forza Italia werden genoemd.
Uiteindelijk traden 12 nieuwe leden toe, onder meer de Dansk Folkeparti, Alternative für Deutschland, Finnenpartij en de Nieuw-Vlaamse Alliantie. Over de toetreding van die laatste was veel te doen. Oorspronkelijk zou zij gaan zetelen in de fractie van ALDE, maar zij koos toch voor de ECH.
In deze legislatuur was ECH in grootte de derde fractie. Syed Kamall werd de nieuwe voorzitter.

### Verkiezingen 2019
De fractie telde na de verkiezingen van 2019 62 leden. Dit aantal liep op 1 februari 2020 terug naar 61 na de uittreding van het Verenigd Koninkrijk uit de Europese Unie.

## Beginselen
Bij de oprichting van de fractie werden er 10 beginselen vastgelegd.
- 1: Vrij ondernemen en vrije handel, minimale regulering, lagere belastingen en een kleine overheid als de ultieme katalysatoren voor de individuele vrijheid en persoonlijke en nationale welvaart.
- 2: Vrijheid van het individu, meer eigen verantwoordelijkheid en een grotere democratische verantwoordingsplicht.
- 3: Hernieuwbare, schone energievoorziening met nadruk op de continuïteit van de energievoorziening.
- 4: Het belang van het gezin als het fundament van de samenleving.
- 5: De soevereine integriteit van de natiestaat, oppositie tegen EU-federalisme en een hernieuwd respect voor echte subsidiariteit.
- 6: De dwingende waarde van de trans-Atlantische veiligheidsrelatie door de NAVO nieuw leven in te blazen, steun aan jonge democratieën in Europa.
- 7: Gecontroleerde immigratie en een einde maken aan het misbruik van asielprocedures.
- 8: Efficiënte en moderne openbare diensten, gevoeligheid voor de behoeften van zowel de landelijke als stedelijke gemeenschappen.
- 9: Een einde aan overmatige bureaucratie; en streven naar meer transparantie en eerlijkheid in de EU-instellingen om de verspilling van EU-middelen te vermijden.
- 10: Respect en billijke behandeling van alle EU-landen, oud en nieuw, groot en klein.

## Fractievoorzitter
| Periode               | Naam             | Nationale partij           |
| --------------------- | ---------------- | -------------------------- |
| 24/06/2009-13/07/2009 | Timothy Kirkhope | Conservative Party         |
| 14/07/2009-07/03/2011 | Michał Kamiński  | Recht en Rechtvaardigheid  |
| 08/03/2011-13/12/2011 | Jan Zahradil     | Democratische Burgerpartij |
| 14/12/2011-11/06/2014 | Martin Callanan  | Conservative Party         |
| 12/06/2014-01/07/2019 | Syed Kamall      | Conservative Party         |
| 05/07/2017-           | Ryszard Legutko  | Recht en Rechtvaardigheid  |
| 01/07/2019-           | Raffaele Fitto   | Broeders van Italië        |

## Leden

De ECR kreeg in 2019 na de verkiezingen fractieleden in het Europees Parlement uit achttien lidstaten, waaronder elf met meer dan één Europarlementariër (in donkerblauw) en zeven met één Europarlementariër (lichtblauw).

### 2019-2024
Voor de verkiezingen van 2019 zijn de Zweden Democraten en Broeders van Italië aangesloten bij de ECH. Die partijen hadden in de vorige zitting al samengewerkt.
Daarnaast hebben twee andere partijen lidmaatschap aangevraagd, maar moet eerst nog worden goed gekeurd door de ECH zelf. Hiervoor gaat de groep stemmen en wordt beslist of de partijen Sta op Frankrijk van Nicolas Dupont-Aignan en Forum voor Democratie van Europarlementariër Derk-Jan Eppink, die eerder al in 2009 bij de ECH werkzaam was met de Libertair, Direct, Democratisch partij uit België.
De ChristenUnie had bezwaar gemaakt bij de toetreding van Forum voor Democratie. Ze zouden samen met de SGP toetreden tot de EVP, maar SGP-Europarlementariër Bert-Jan Ruissen besloot om bij de ECR te blijven, omdat er bij de EVP "onvoldoende ruimte is om op een geloofwaardige manier een EU-kritisch geluid te laten horen", terwijl Peter van Dalen (ChristenUnie) naar de EVP ging, omdat de CU een "herkenbaar christelijk-sociaal geluid [wil] kunnen laten horen." Beide partijen blijven overigens wel van dezelfde Europese politieke partij Europese Christelijke Politieke Beweging (ECPM) deel uitmaken.
De Franse partij Sta op Frankrijk behaalde gezamenlijk met Nationaal Centrum van Zelfstandigen en Boeren nog geen 3,6% van de stemmen en behaalde daarom geen zetel.
Twee ECH-verbonden partijen, de Deense Volkspartij en de Finse Partij, hebben in 2019 bekendgemaakt om samen met andere nationalistische partijen, waaronder Lega Nord van vicepremier van Italië Matteo Salvini en de PVV van Geert Wilders, een nieuwe groep te vormen, namelijk de Europese Alliantie voor het Volk en Naties.

### Zetels
| Land                | Nationale partij                                                  | Europese partij | Zetels | Zetels | Zetels | Zetels |
| Land                | Nationale partij                                                  | Europese partij | 2009   | 2014   | 2019   | 2024   |
| ------------------- | ----------------------------------------------------------------- | --------------- | ------ | ------ | ------ | ------ |
| België              | Libertair, Direct, Democratisch                                   | ECR Party       | 1      | -      | -      | -      |
| België              | Nieuw-Vlaamse Alliantie                                           | EVA             | [ b ]  | 4      | 3      | 3      |
| Bulgarije           | Bulgarije zonder censuur                                          | [ c ]           | -      | 1      | -      | -      |
| Bulgarije           | VMRO - Bulgaarse Nationale Beweging                               | -               | -      | 1      | 2      | -      |
| Bulgarije           | Er is zulk volk                                                   | -               | -      | -      | -      | 1      |
| Cyprus              | Nationaal Volksfront                                              | -               | -      | -      | -      | 1      |
| Denemarken          | Dansk Folkeparti                                                  | -               | [ d ]  | 4      | -      | -      |
| Denemarken          | Danmarksdemokraterne                                              | -               | -      | -      | -      | 1      |
| Duitsland           | Alternative für Deutschland                                       | [ e ]           | -      | 7      | [ f ]  | -      |
| Duitsland           | Familiepartij Duitsland                                           | [ g ]           | -      | 1      | 1      | [ h ]  |
| Estland             | onafhankelijk                                                     | -               | -      | -      | -      | 1      |
| Finland             | Finnenpartij                                                      | ECR Party       | [ d ]  | 2      | [ i ]  | 1      |
| Frankrijk           | Mouvement conservateur                                            | -               | -      | -      | -      | 1      |
| Frankrijk           | onafhankelijk                                                     | -               | -      | -      | -      | 3      |
| Griekenland         | Onafhankelijke Grieken                                            | -               | -      | 1      | -      | -      |
| Griekenland         | Elliniki Lysi                                                     | -               | -      | -      | 1      | 2      |
| Hongarije           | Hongaars Democratisch Forum                                       | ECR Party       | 1      | -      | -      | -      |
| Ierland             | onafhankelijk                                                     | -               | -      | 1      | -      | -      |
| Italië              | Broeders van Italië                                               | ECR Party       | -      | -      | 5      | 24     |
| Kroatië             | Kroatische conservatieve partij                                   | ECR Party       | 1      | 1      | 1      | -      |
| Kroatië             | Domovinski pokret                                                 | -               | -      | -      | -      | 1      |
| Letland             | Nationale Alliantie                                               | ECR Party       | 1      | 1      | 2      | 2      |
| Letland             | Apvienotais saraksts                                              | -               | -      | -      | -      | 1      |
| Litouwen            | Electorale Actie van Polen in Litouwen                            | ECR Party       | 1      | 1      | 1      | 1      |
| Litouwen            | Lietuvos valstiečių ir žaliųjų sąjunga                            | -               | -      | -      | [ o ]  | 1      |
| Luxemburg           | Alternativ Demokratesch Reformpartei                              | -               | -      | -      | -      | 1      |
| Nederland           | Staatkundig Gereformeerde Partij                                  | ECPM            | [ d ]  | 1      | 1      | 1      |
| Nederland           | Forum voor Democratie                                             | ECR Party       | -      | -      | 3      | -      |
| Polen               | Prawo i Sprawiedliwość                                            | ECR Party       | 15     | 17     | 26     | 18     |
| Polen               | Prawica Rzeczypospolitej                                          | [ g ]           | -      | 1      | -      | -      |
| Polen               | Bezpartyjny                                                       | -               | -      | 1      | -      | -      |
| Polen               | Solidarna Polska                                                  | -               | -      | -      | -      | 2      |
| Roemenië            | Alliantie voor de Unie van Roemenen                               | -               | -      | -      | -      | 5      |
| Roemenië            | Partidul Național Conservator Român                               | -               | -      | -      | -      | 1      |
| Slowakije           | Konzervatívni demokrati Slovenska, Občianska konzervatívna strana | ECR Party       | -      | 1      | -      | -      |
| Slowakije           | Obyčajní ľudia a nezávislé osobnosti                              | ECPM            | -      | 1      | -      | -      |
| Slowakije           | Vrijheid en Solidariteit                                          | ECR Party       | -      | 1      | 2      | -      |
| Spanje              | Vox                                                               | ECR Party       | -      | -      | 3      | [ p ]  |
| Tsjechië            | Democratische Burgerpartij                                        | ECR Party       | 9      | 2      | 4      | 3      |
| Verenigd Koninkrijk | Conservative Party                                                | ECR Party       | 24     | 19     | 4      | -      |
| Verenigd Koninkrijk | Ulster Conservatives and Unionists                                | ECR Party       | 1      | -      | -      | -      |
| Verenigd Koninkrijk | Ulster Unionist Party                                             | ECR Party       | -      | 1      | -      | -      |
| Zweden              | Sverigedemokraterna                                               | ECR Party       | -      | -      | 3      | 3      |
| totaal              | totaal                                                            | totaal          | 54     | 70     | 62     | 78     |

zittingsperiode 2024/2029

Europese Volkspartij · Progressieve Alliantie van Socialisten en Democraten · Patriotten voor Europa · Europese Conservatieven en Hervormers · Renew Europe · De Groenen/Vrije Europese Alliantie · Linkse Fractie · Europa van Soevereine Naties
niet-fractiegebonden leden